# District du Brésil
Le district au Brésil est la plus petite subdivision territoriale d'une municipalité. Toutes les municipalités du pays sont composées d'un ou plusieurs districts, c'est-à-dire que chaque municipalité possède au moins un district. En règle générale, les districts ne jouissent pas d'une autonomie politique ou administrative, mais dans certaines municipalités, il existe des districts administrés par des sous-préfectures, comme les districts des municipalités de São Paulo et de Rio de Janeiro.
Sous le gouvernement de l'Estado Novo du président Getúlio Vargas, le décret-loi no 311 du 2 mars 1938 définissait, dans son article 3, que les villages sièges des municipalités recevraient la catégorie de ville et leur nom, et, dans son article 4, que les districts seraient désignés par le nom de leurs sièges respectifs, qui, s'ils n'étaient pas également des sièges municipaux, auraient la catégorie de village.
Les constitutions des États en vigueur jusqu'à la promulgation de la Constitution brésilienne de 1988 prévoyaient les attributions des districts, qui à l'époque étaient encore constitués par des juges de paix (comme le prévoit la constitution du Minas Gerais de 1967).